# 콜리코돈

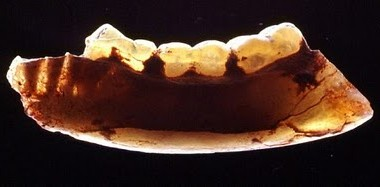

콜리코돈(Kollikodon)은 멸종한 단공류 중 하나이다. 현재는 단백화(蛋白化)된 치골(하나의 앞어금니와 두 어금니) 파편만 발견되어있다. 화석은 호주의 라이트닝 리지에서 발견되었다. 콜리코돈은 1 억 ~ 1.4 억년 전 백악기 전기에 서식했다.
스테로포돈 처럼, 콜로코돈은 중생대에서는 상대적으로 큰 포유류였다. 어금니의 길이는 약 5.5 mm, 너비는 대략 4 ~ 6 mm 정도였다. 이 정보를 토대로 봤을 때, 콜로코돈의 최대 몸 길이는 최대 1 m 로 추정하고 있다. 실제로 콜리코돈의 몸 길이가 이러했다면, 콜리코돈은 중생대에서 알려진 포유류 중에서 가장 컸던 레페노마무스, 스코왈테리아, 부보덴스와 함께 가장 큰 종이 된다.
그 크기를 논외로 하면, 콜리코돈의 생김새를 설명하기에는 어렵다. 그러나, 조개를 부수는데 최적화된 이빨로 인해 최소한 부분적으로 수생동물의 특성이 있었을 것으로 추정된다.
콜리코돈과 스테로포돈은 시드니 박물관에서 찾아볼 수 있다.

## 이름의 어원
Kollix는 고대 그리스어로 브래드 롤(bread roll)를 의미한다. 콜리코돈의 이빨은 위에서 봤을 때 핫 크로스 번(hot cross bun)과 모양이 유사하다. 처음에는 마이크 아쳐 박사는 "핫크로스버노돈"이라는 이름을 원했지만, 동료의 반대로 무산되었다.

## 참고
1. ↑  Long JA; Archer M; Flannery T; Hand S (2002). 《Prehistoric mammals of Australia and New Guinea: One hundred million years of evolution》. Baltimore, Maryland: Johns Hopkins University Press. 39쪽. ISBN 0801872235.

- Flannery, T.F., Archer, M., Rich, T.H., Jones, R. (1995) "A new family of monotremes from the Cretaceous of Australia". Nature 377: 418-420.